# قائمة أعلى القمم الجبلية في المغرب
قائمة أعلى القمم الجبلية في المغرب، توجد جميعها ضمن الأطلس الكبير وهو الجزء الأعلى في سلاسل جبال الأطلس في المغرب.هذه القائمة مرتبة حسب الارتفاع.

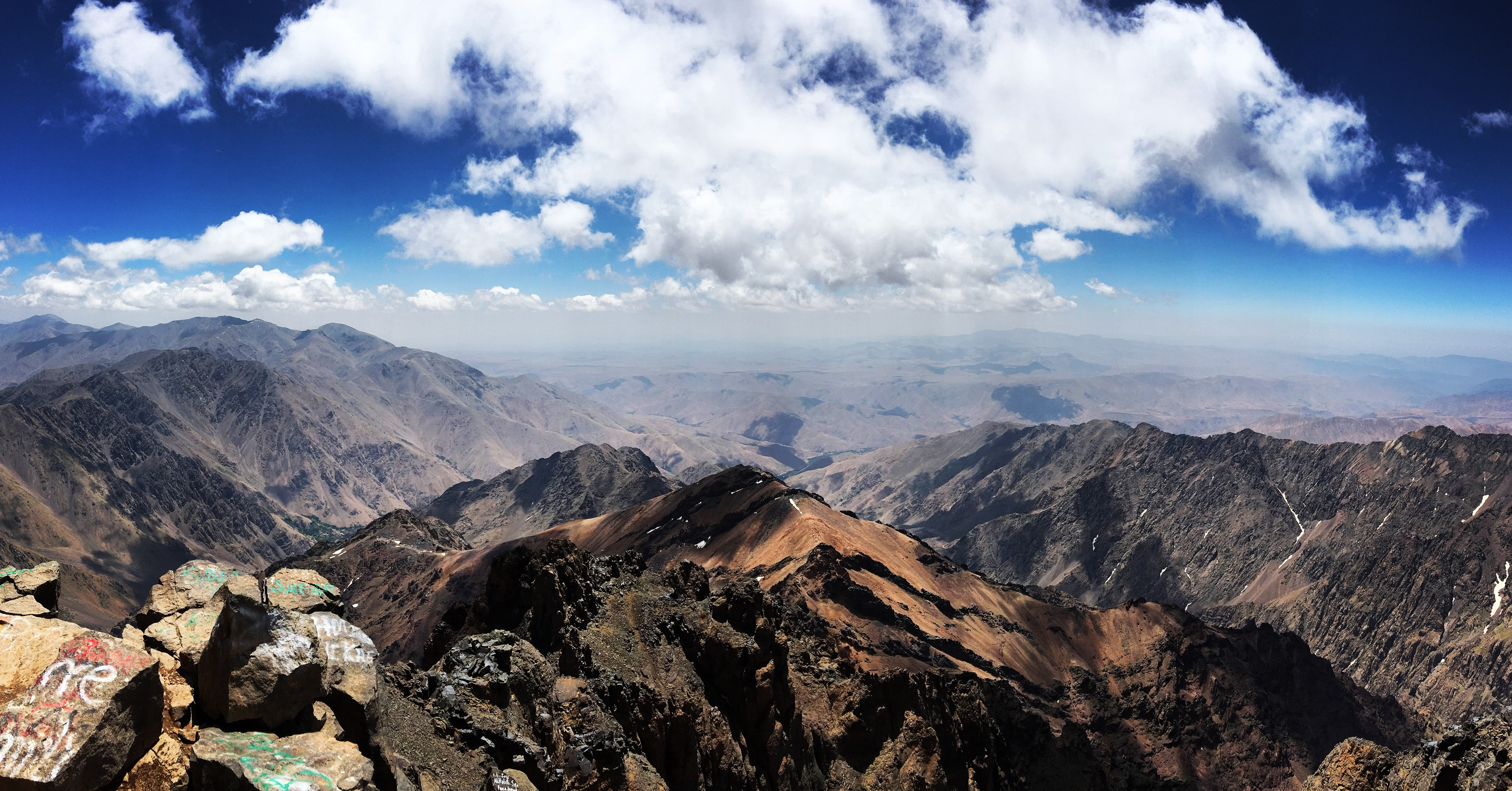
صورة ملتقطة من قمة جبل توبقال، المغرب.

| الإسم    | السلسلة الجبلية | صورة | الارتفاع               | ملاحظات                        |
| -------- | --------------- | ---- | ---------------------- | ------------------------------ |
| توبقال   | الأطلس الكبير   |      | 4,165 متر (13,665 قدم) | أعلى قمة في شمال أفريقيا.      |
| وانوكريم | الأطلس الكبير   |      | 4,089 متر (13,415 قدم) | ثاني أعلى قمة في شمال أفريقيا. |
| مكون     | الأطلس الكبير   |      | 4,071 متر (13,356 قدم) | ثالث أعلى قمة في شمال أفريقيا. |
| أفلا     | الأطلس الكبير   |      | 4,043 متر (13,264 قدم) | رابع أعلى قمة في شمال أفريقيا. |
| أكيود    | الأطلس الكبير   |      | 4,030 متر (13,220 قدم) | خامس أعلى قمة في شمال أفريقيا. |